# Мал
Мал (?—945) — літописний князь (вождь) союзу древлянських племен X століття, відомий тим що вбив князя київського Ігоря Рюриковича. Також в іноземних джерелах носить ім'я Ніскиня (Ян Длугош) та Мальдітт (Зигмунд Герберштейн). З Малом пов'язують заснування міста Малин на Житомирщині.

## Повстання 945 року
Князь Мал, очікував нагоди повернути племені незалежність, відняту в них Олегом, родичем Ігоря, у битві 914 року, коли Ігор Старий придушив повстання древлян.
Згадується у літописі 945 року, коли Ігор вирішив вдруге стягнути данину з Древлянської землі, Мал очолив повстання. Рада древлянських вождів на чолі з Малом ухвалила вбити київського князя. Послали вони гінців назустріч Ігорю: «Навіщо вертаєшся коли данину сповна сплачено?». Але він навіть і слухати не став. Тоді прийшли древляни до свого князя Мала і порадившись трохи дійшли такого висновку: «Коли вже вовк повадився до овець, то буде тягати їх одну за одною, і якщо його не вбити, то не зупиниться поки не поїсть все стадо. Те саме із цим чоловіком: якщо не уб'ємо його зараз, то потім він знищить нас усіх».
Тоді Мал підняв повстання в столиці древлян, Іскоростені проти князя Ігоря. Древлянському ополченню вдалось розбити київську дружину, а самого Ігоря взяти у полон. Древляни вирішили стратити Ігоря в особливий спосіб. Знайшли молоді берези, схилили і прив'язали їх до ніг князя Ігоря, а потім відпустили. Дерева розігнулись, в одну мить розірвавши тіло князя.
Поховали Ігоря з усіма почестями, по княжому звичаю і насипали курган високий на могилі його. Сусіднє село довгий час називалось Могильно, бо тут знаходилась Могила князя Ігоря (зараз це селище Поліське). Повідомлення про страту Ігора таким чином присутнє не лише в руських літописах а й в Історії Лева Диякона.
За повідомленням «Повісті минулих літ» древляни після вбивства Ігоря запропонували його вдові, княгині Ользі вийти заміж за Мала. Ольга жорстоко помстилася за чоловіка. Здобувши 945 року штурмом головне древлянське місто Іскоростень, вона «міських старійшин забрала в полон», як засвідчив Нестор. Слід гадати, що й Мал закінчив своє життя в київському полоні. Історики знайшли його спадкове володіння в землі древлян — місто Малин, що й досі носить цю назву.

## Імовірні родинні зв'язки
З Малом у науці пов'язується версія про народження князя Володимира Святославича. Він був позашлюбним сином князя Святослава Хороброго від Малуші, ключниці Ольги, сестри героя билин Добрині Никитича, про яких у літописі Нестор пише: «Батько ж їм був Малко Любечанин, і доводився Добриня дядьком (уєм) Володимирові». Академік Олексій Шахматов висловив припущення, що Малко Любечанин і є древлянський князь Мал. І після одруження своєї дочки став у билинах Никитою Залешанином (тобто Никита з-за лісу, з древлянської землі). «Древлянська генеалогія» Володимира Святославича та його дядька, Добрині, загалом сумнівна.

## Вшанування
2005-го року в Коростені було встановлено пам'ятник Малу. На аннотаційній дошці напис:

## Пам'ять
У Коростені та Малині є вулиці Князя Мала.